# Rugudja
Rugudja (en rus: Ругуджа) és un poble del Daguestan, a Rússia, que en el cens del 2010 tenia 1.641 habitants. Pertany al districte rural de Gunib.